# Schiavoni
Con schiavoni (plurale di schiavone, dal latino medievale sclavus, propriamente "prigioniero di guerra slavo", da cui anche schiavo) si indicavano i popoli slavi che abitavano le coste e l'entroterra dell'Adriatico orientale, area un tempo nota come Schiavonia, dunque essenzialmente le genti di lingua serbo-croata.
Il territorio nel quale si insediarono gli slavi durante il VI e VII secolo fu sostanzialmente quello compreso tra il fiume Drava a levante e il Monte Nevoso a ponente, esteso poi, a mezzogiorno, dalla Macedonia fin oltre lo spartiacque dinarico giungendo a ridosso delle città dalmate del litorale e delle principali isole, mantenutesi latine.
Col passare del tempo il termine cominciò però ad assumere anche altri significati, sia parzialmente legati ancora all'indicazione dei popoli slavi, sia in maniera indipendente da questo concetto, poiché vi furono talvolta ricompresi pure gli albanesi, di origine non slava.
Nel Medioevo e nei secoli successivi vi furono numerosi insediamenti di "schiavoni" nelle campagne tra Marche, Abruzzo, Molise, Campania e Puglia, creati da esuli in fuga dalle invasioni turche: ivi esistono infatti ancora due comuni che conservano tale denominazione (Ginestra degli Schiavoni nell'alta Campania e San Giacomo degli Schiavoni nel basso Molise), mentre in tre altri centri molisani (Acquaviva Collecroce, Montemitro e San Felice del Molise) si parla un antico dialetto di origine croata. Accanto al tema delle colonie slave dell'Italia meridionale, e del Molise in particolare, vi è quello ricchissimo delle numerose Confraternite religiose che gli Schiavoni fondarono in area italiana nel corso dei secoli.

## Le Confraternite degli Schiavoni dell'Italia adriatica
Le Confraternite di Slavi di lingua serbo-croata attive sulla costa orientale d'Italia fiorirono soprattutto in epoca successiva all'avanzata ottomana nei Balcani, quando numerose erano le emigrazioni di Slavi balcanici, soprattutto dalmati, verso l'Italia. Queste nascevano come associazioni volte a garantire assistenza ai propri connazionali e spesso erano attive in opere di mercenariato. Di seguito elenchiamo alcuni dei numerosissimi esempi di Confraternite costituite dagli Illiri nella penisola italica, da nord a sud:
- Scuola Dalmata di San Giorgio degli Schiavoni a Venezia: nel 1451 duecento dalmati residenti a Venezia istituivano la Confraternita, che è oggi una delle poche ancora attive, e ha sede nel Sestiere di Castello, un edificio magnificamente decorato da tele di Vittore Carpaccio
- Confraternita degli Schiavoni di Rimini, attestata già nel Basso Medioevo.[2]
- Confraternita di San Pietro degli Schiavoni di Pesaro: che aveva la propria cappella in Duomo, edificata verso il 1477; si conserva tutt'oggi un frammento di pittura ad affresco proveniente dalla cappella, raffigurante la madonna con bambino, "restaurata nel 1999 e presentata solennemente alla città".[3]
- Confraternita di Santa Maria del Suffragio e San Biagio degli Schiavoni di Ancona: presente in città già dal 1444, commissionava verso la metà del '700 la Chiesa di San Biagio, tuttora esistente.[4]
- Confraternita degli Schiavoni di Loreto: "nel 1469 veniva istituita nella villa di Santa Maria di Loreto una confraternita di Schiavoni dedicata alla Madonna, che nel 1497 avrebbe ottenuto un altare in chiesa dedicato alla Vergine e a San Girolamo, patrono della 'nazione' illirica".[5]
- Confraternita di San Pietro degli Schiavoni di Recanati.[6]
- Confraternita di Sant'Andrea degli Schiavoni a Macerata: che aveva la propria cappella nella Basilica della Misericordia e commissionò la pala della Mater Misericordiae dei primi del '500.[7]
- Confraternita di San Biagio degli Schiavoni di Ascoli Piceno: interessante perché sul finire del '400 commissionava al pittore Pietro Alemanno un prezioso polittico, successivamente detto appunto "degli Schiavoni", realizzato nel 1489 per la cappella che la Confraternita aveva in competenza all'interno della Chiesa della Scopa (immagini dettagliate del polittico nel link riportato in nota).[8]
- Confraternita di San Pietro degli Schiavoni di Brindisi: di cui non rimangono tracce se non nel nome dell'area archeologica adiacente al Teatro Verdi.

## Gli Schiavoni nella Repubblica di Venezia

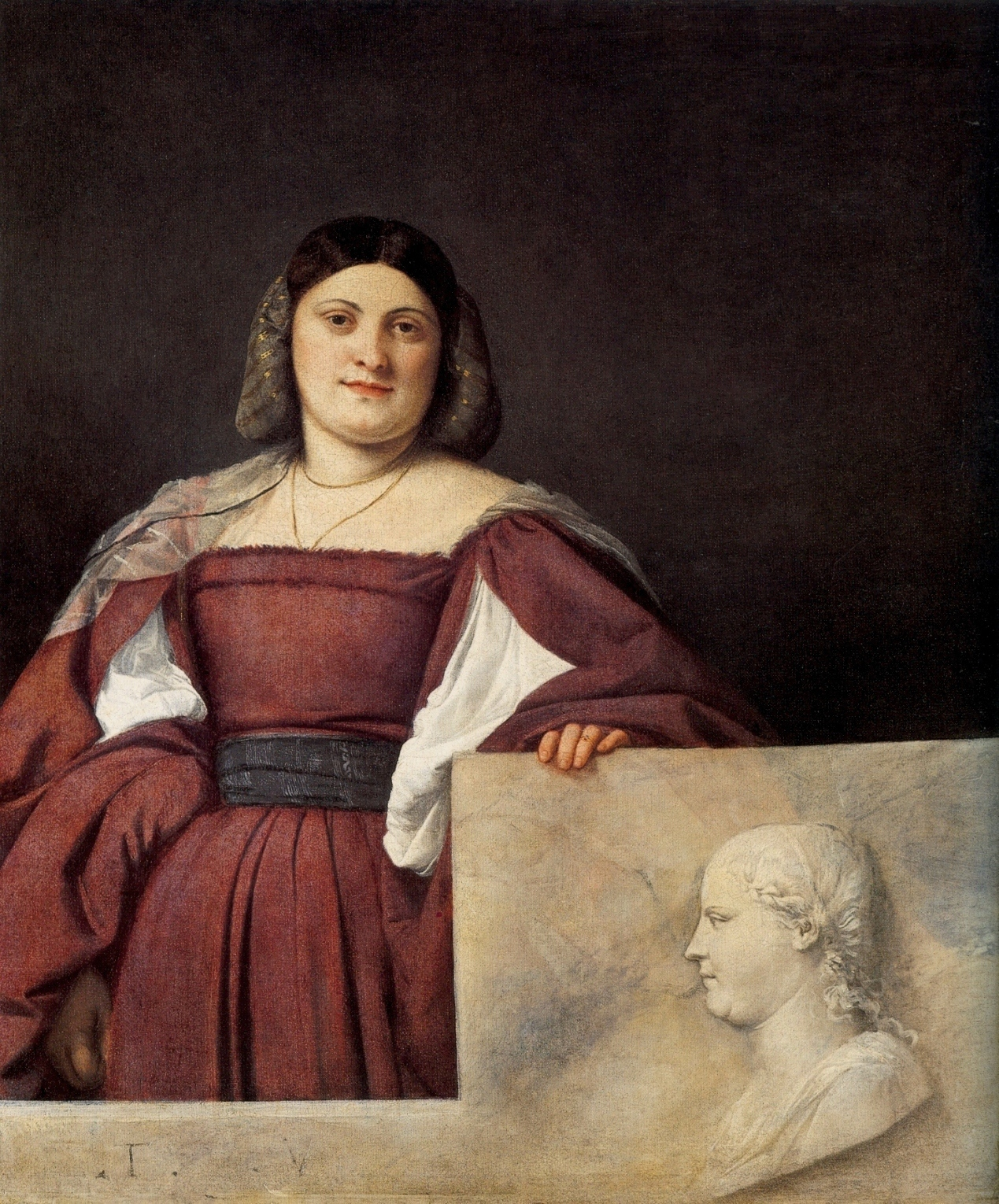
La schiavona, quadro di Tiziano Vecellio

Nella Serenissima Repubblica con schiavoni si intendevano gli abitanti non latini dei domini veneti dell'Adriatico orientale e per estensione dell'intero entroterra.
Gli schiavoni erano inquadrati nel dominio veneziano tra i possedimenti oltremarini del cosiddetto Stato da Mar e amministrati in una serie di province facenti capo a una città e al suo contado, denominate Reggimenti e godenti di ampie autonomie, sotto il controllo dei magistrati inviati da Venezia.
Trattandosi di genti appartenenti ai domini oltremarini, gli Schiavoni servivano nella flotta veneziana, con l'obbligo di fornire un dato numero di galee allo Stato e contingenti di truppe, dette appunto Schiavoni.

### Le truppe diSchiavoni

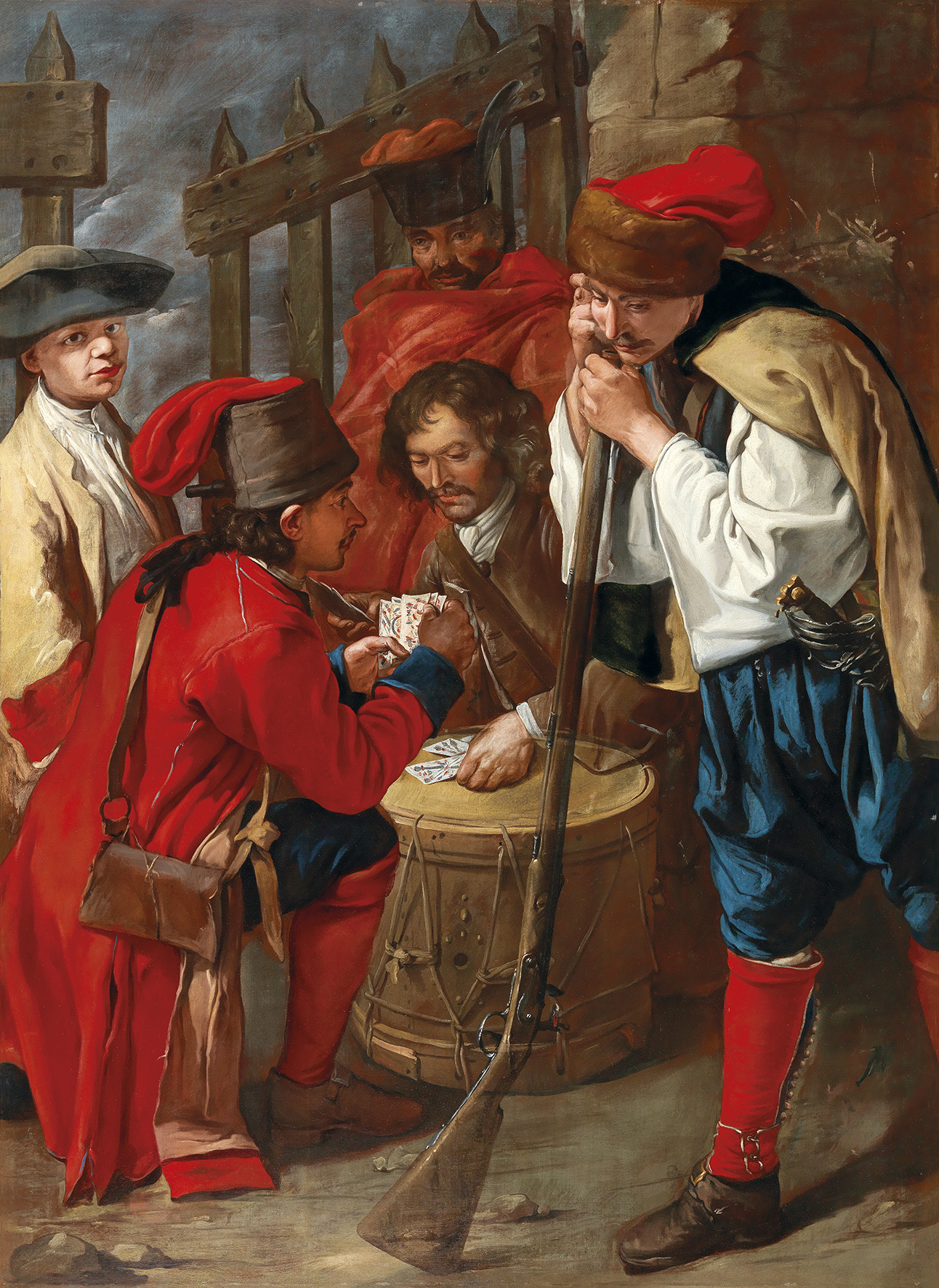
Soldati Schiavoni che giocano a carte, di Giacomo Ceruti, XVIII secolo.

Gli Schiavoni o Oltremarini erano corpi di fanteria dalmata inquadrati normalmente nell'ambito della marina veneta, nella difesa dei territori dello Stato da Mar e della città di Venezia, ma all'uopo dislocabili anche nel servizio e nella difesa dei Domini di Terraferma, assieme all'esercito campale. Per la loro fedeltà e dedizione erano considerati i fedelissimi di San Marco.
Non a caso gli Schiavoni di Perasto avevano guadagnato per la propria città il titolo di Fedelissima Gonfaloniera grazie al coraggio dimostrato nella guerra del 1368 con Trieste.
Sempre le truppe di Oltremarini furono le ultime ad abbandonare forzatamente Venezia il 12 maggio 1797, alla caduta della Repubblica, tra manifestazioni di fedeltà che valsero loro il perpetuo ricordo della città, che intitola tutt'oggi riva degli Schiavoni la banchina da cui salparono le navi dirette in Istria e Dalmazia.

#### Caratteristiche delle truppe schiavone

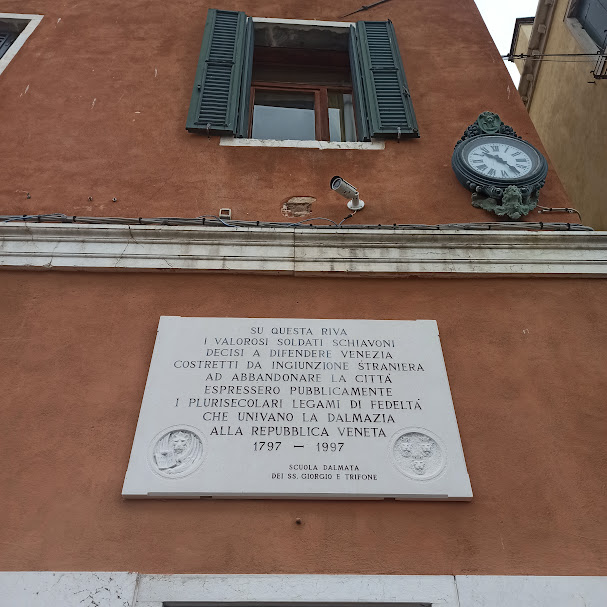

L'armamento e il vestiario, già in uso da lunga tradizione, venne comunque confermato con decreto del Senato del 24 febbraio 1724, nell'ambito della riorganizzazione militare dello Stato. Gli Schiavoni vestivano di cremisi, portando un berretto di pelo, giacca e panciotto entrambi con alamari, pantaloni attillatissimi, scarpe di feltro e una fascia azzurra in vita da cui pendeva la loro arma principale: una grossa spada detta appunto da loro schiavona.
Gli ufficiali si distinguevano dalla truppa per la maggiore ricchezza di ornamenti e per il bastone, simbolo di grado e comando, che portavano sempre con loro.
Alla fine della Repubblica se ne contavano undici reggimenti, ciascuno di otto compagnie.

## Gli Schiavoni nel mondo islamico e nell'Impero Ottomano
Col termine "Ṣiqlabi" in arabo ﺻﻘﻠﺐ‎?, Ṣaqlab s'identifica nella storia islamica quella componente islamizzata ma d'origine slava, iranica o cazara, resa schiava per motivi bellici o di acquisto nei "mercati d'uomini", che spesso veniva islamizzata e avviata al mestiere delle armi, in considerazione della diffusa credenza islamica che le popolazioni turaniche avessero una spiccata indole guerriera.